# Llista de monuments de Foradada
Llista de monuments de Foradada inclosos en l'Inventari del Patrimoni Arquitectònic Català per al municipi de Foradada (Noguera). Inclou els inscrits en el Registre de Béns Culturals d'Interès Nacional (BCIN) amb la classificació de monuments històrics, els Béns Culturals d'Interès Local (BCIL) de caràcter immoble i la resta de béns arquitectònics integrants del patrimoni cultural català.
| Monument | Protecció   | Estil/època                                         | Localització                       | Coordenades                                          | Codi?         | Imatge |
| --- | ----------- | --------------------------------------------------- | ---------------------------------- | ---------------------------------------------------- | ------------- | --- |
| Castell de Montsonís                                                                                                   | BCIN 860-MH | Historicisme Medieval, XX                           | Foradada Montsonís                 | 41° 53′ 14″ N, 1° 01′ 22″ E / 41.887108°N,1.022836°E | RI-51-0006327 | Castell de Montsonís (Foradada) · Vegeu més fotos d'aquest monument · Carregueu una nova foto d'aquest monument                                |
| Recinte fortificat de Montsonís                                                                                        | BCIN 861-MH | XIII-XIV                                            | Foradada Montsonís                 | 41° 53′ 13″ N, 1° 01′ 21″ E / 41.886935°N,1.022552°E | RI-51-0006328 | Recinte fortificat de Montsonís (Foradada) · Vegeu més fotos d'aquest monument · Carregueu una nova foto d'aquest monument                     |
| Castell de Rubió de Baix o Castell de Rubió de Sòls, i capella de Sant Eudald                                          | BCIN 862-MH | XI-XII                                              | Foradada Rubió de Baix             | 41° 54′ 23″ N, 0° 59′ 50″ E / 41.906365°N,0.997160°E | RI-51-0006329 | Castell de Rubió de Baix (Foradada) · Vegeu més fotos d'aquest monument · Carregueu una nova foto d'aquest monument                            |
| Rubió de Caps, casal dit el Castellet                                                                                  | BCIN 863-MH |                                                     | Foradada Rubió de Dalt             |                                                      | RI-51-0006330 | Carregueu una nova foto d'aquest monument |
| La Torrota | BCIN 864-MH | Medieval                                            | Foradada                           | 41° 53′ 00″ N, 1° 01′ 49″ E / 41.883403°N,1.030386°E | IPA-959       | La Torrota (Foradada) · Vegeu més fotos d'aquest monument · Carregueu una nova foto d'aquest monument                                          |
| Església parroquial de Sant Josep                                                                                      | BCIL 2013   | Barroc, neoclassicisme XVIII Final                  | Foradada Pl. de l'Església         | 41° 52′ 36″ N, 1° 00′ 45″ E / 41.876569°N,1.012567°E | IPA-22217     | Església parroquial de Sant Josep (Foradada) · Vegeu més fotos d'aquest monument · Carregueu una nova foto d'aquest monument                   |
| Escoles Ajuntament, Casa de la Vila                                                                                    | BCIL 2002   | Noucentisme XX Inici                                | Foradada Pl. de l'Església         | 41° 52′ 37″ N, 1° 00′ 45″ E / 41.876895°N,1.012406°E | IPA-22218     | Escoles Ajuntament (Foradada) · Vegeu més fotos d'aquest monument · Carregueu una nova foto d'aquest monument                                  |
| Ermita de Sant Urbà | BCIL 2003   | Obra popular XVIII, XX Mitjan                       | Foradada                           | 41° 52′ 41″ N, 1° 00′ 46″ E / 41.877994°N,1.012682°E | IPA-22219     | Ermita de Sant Urbà (Foradada) · Vegeu més fotos d'aquest monument · Carregueu una nova foto d'aquest monument                                 |
| Casa d'en Josep Guàrdia                                                                                                | BCIL 2002   | Obra popular XVIII                                  | Foradada C. Sant Urbà, 1           | 41° 52′ 38″ N, 1° 00′ 48″ E / 41.877086°N,1.0134°E   | IPA-22220     | Casa d'en Josep Guàrdia (Foradada) · Vegeu més fotos d'aquest monument · Carregueu una nova foto d'aquest monument                             |
| Tres nius de metralladores                                                                                             | BCIL 2004   | Obra popular XX Mitjan                              | Foradada                           | 41° 52′ 37″ N, 1° 00′ 56″ E / 41.876993°N,1.015659°E | IPA-28013     | Tres nius de metralladores (Foradada) · Vegeu més fotos d'aquest monument · Carregueu una nova foto d'aquest monument                          |
| Santuari de la Mare de Déu del Salgar                                                                                  | BCIL 2003   | Romànic, renaixement, barroc XII-XV, XVI            | Foradada Salgar                    | 41° 53′ 36″ N, 1° 00′ 47″ E / 41.893279°N,1.012977°E | IPA-22235     | Santuari de la Mare de Déu del Salgar (Foradada) · Vegeu més fotos d'aquest monument · Carregueu una nova foto d'aquest monument               |
| Castell de Marcovau | BCIL 2002   | Obra popular XII-XVII                               | Foradada Marcovau                  | 41° 52′ 04″ N, 1° 01′ 59″ E / 41.867895°N,1.033162°E | IPA-22223     | Castell de Marcovau (Foradada) · Vegeu més fotos d'aquest monument · Carregueu una nova foto d'aquest monument                                 |
| Església parroquial de Sant Salvador de Marcovau                                                                       | BCIL 2003   | Romànic XII-XIX                                     | Foradada Marcovau                  | 41° 52′ 06″ N, 1° 02′ 02″ E / 41.868296°N,1.033831°E | IPA-22222     | Església parroquial de Sant Salvador de Marcovau (Foradada) · Vegeu més fotos d'aquest monument · Carregueu una nova foto d'aquest monument    |
| El Castellot de Marcovau                                                                                               | BCIL 2002   | Obra popular XVII-XX                                | Foradada C. Major, Marcovau        | 41° 52′ 05″ N, 1° 02′ 00″ E / 41.868127°N,1.033297°E | IPA-36841     | El Castellot de Marcovau (Foradada) · Vegeu més fotos d'aquest monument · Carregueu una nova foto d'aquest monument                            |
| Antiga església parroquial de Santa Maria, o Sant Urbà de Montsonís, Sant Pere de Montsonís                            | BCIL 2003   | Romànic XI                                          | Foradada Montsonís, dalt del poble | 41° 53′ 12″ N, 1° 01′ 19″ E / 41.886716°N,1.02206°E  | IPA-22225     | Antiga església parroquial de Santa Maria (Foradada) · Vegeu més fotos d'aquest monument · Carregueu una nova foto d'aquest monument           |
| Església parroquial de Santa Maria de Montsonís, antiga església del castell de Montsonís                              | BCIL 2003   | Barroc XVIII                                        | Foradada Montsonís                 | 41° 53′ 14″ N, 1° 01′ 20″ E / 41.887112°N,1.022235°E | IPA-22226     | Església parroquial de Santa Maria de Montsonís (Foradada) · Vegeu més fotos d'aquest monument · Carregueu una nova foto d'aquest monument     |
| Casa l'Abadia | BCIL 2002   | Obra popular XII-XVII                               | Foradada C. del Pi, 18, Montsonís  | 41° 53′ 12″ N, 1° 01′ 21″ E / 41.886764°N,1.022404°E | IPA-22227     | Casa l'Abadia (Foradada) · Vegeu més fotos d'aquest monument · Carregueu una nova foto d'aquest monument                                       |
| Cal Valeri | BCIL 2002   | Obra popular XII-XVII                               | Foradada C. Major, 8, Montsonís    | 41° 53′ 12″ N, 1° 01′ 22″ E / 41.886579°N,1.022691°E | IPA-22228     | Cal Valeri (Foradada) · Vegeu més fotos d'aquest monument · Carregueu una nova foto d'aquest monument                                          |
| Església de Sant Miquel de Rubió de Baix o de Sòls, Santa Maria de Rubió de Sòls o església de la Immaculada Concepció | BCIL 2008   | Obra popular XVII-XVIII, XIX                        | Foradada Rubió de Baix             | 41° 54′ 20″ N, 0° 59′ 56″ E / 41.905476°N,0.999000°E | IPA-37286     | Església de Sant Miquel de Rubió de Baix (Foradada) · Vegeu més fotos d'aquest monument · Carregueu una nova foto d'aquest monument            |
| Església parroquial de Sant Miquel de Rubió del Mig                                                                    | BCIL 2003   | Obra popular, neoclassicisme, renaixement XVI-XVIII | Foradada Rubió del Mig             | 41° 53′ 21″ N, 0° 59′ 17″ E / 41.889266°N,0.988152°E | IPA-22232     | Església parroquial de Sant Miquel de Rubió del Mig (Foradada) · Vegeu més fotos d'aquest monument · Carregueu una nova foto d'aquest monument |